# Бонди (Па де Кале)
Бонди (фр. Bondues) насеље је и општина у североисточној Француској у региону Север-Па д Кале, у департману Север која припада префектури Лил.
По подацима из 2011. године у општини је живело 9816 становника, а густина насељености је износила 752,18 становника/km². Општина се простире на површини од 13,05 km². Налази се на средњој надморској висини од 37 метара (максималној 53 m, а минималној 18 m).

## Демографија
| 1962. | 1968. | 1975. | 1982. | 1990.  | 1999.  | 2011. |
| ----- | ----- | ----- | ----- | ------ | ------ | ----- |
| 3.574 | 3.961 | 6.706 | 8.840 | 10.281 | 10.680 | 9.816 |

График промене броја становника у току последњих година